# Римський фольклор
Римський фольклор — це фольклор Стародавнього Риму, він включає такі жанри, як міф (римська міфологія), легенда, жарт, байка, розповідь про привиди та багато інших. Вчені опублікували різноманітні збірники, присвячені фольклору Стародавнього Риму. Римський фольклор тісно пов'язаний з давньогрецьким фольклором і передує італійському фольклору .